# Wąsewo (Powiat Ostrowski)
Wąsewo ist ein Dorf sowie Sitz der gleichnamigen Landgemeinde im Powiat Ostrowski der Woiwodschaft Masowien, Polen.

## Gemeinde
Zur Landgemeinde Wąsewo gehören folgende 33 Ortschaften mit einem Schulzenamt:
Bagatele
Bartosy
Brudki Nowe
Brudki Stare
Brzezienko
Choiny
Czesin
Dalekie
Grądy
Grębki
Jarząbka
Króle
Majdan Suski
Modlinek
Mokrylas
Przedświt
Przyborowie
Rososz
Ruda
Rynek
Rząśnik-Majdan
Rząśnik Szlachecki
Rząśnik Włościański
Trynosy
Trynosy-Osiedle
Ulasek
Wąsewo
Wąsewo-Kolonia
Wysocze
Zastawie
Zgorzałowo
Weitere Orte der Gemeinde sind Przyborowie-Kolonia, Trynosy und Wąsewo-Lachowiec.